# Angelo Vigani
Angelo Vigani (fl. XX secolo) è stato un ostacolista, siepista e dirigente sportivo italiano.

## Biografia
Il suo primo successo nazionale risale al 1910, quando fu campione italiano assoluto dei 1200 metri siepi; l'anno successivo conquistò due medaglie d'oro ai campionati italiani assoluti di Roma nella staffetta 4×440 iarde e nella staffetta olimpionica. Ai campionati italiani del 1913 si dovette accontentare del bronzo nei 400 metri ostacoli, mentre nel 2014 ottenne un bronzo nei 1200 metri siepi e due argenti nei 400 metri ostacoli e nella staffetta 4×400 metri.
Dopo l'interruzione delle gare dovuta allo scoppio della prima guerra mondiale, nel 1919 torno a vincere ai campionati italiani di Milano, dove conquistò tre medaglie d'oro nei 400 metri ostacoli e nelle staffette 4×400 e olimpionica. L'oro nella staffetta olimpionica arrivò anche l'anno successivo, mentre nel 1921 fu campione italiano della staffetta 4×100 metri, corsa in 46"3/5, nuovo record italiano.
Nel 1945 fu reggente CONI dell'Alta Italia della Federazione Italiana di Atletica Leggera, che a causa della seconda guerra mondiale stava vivendo una temporanea scissione tra nord e sud-Italia.

## Record nazionali
- Staffetta 4×100 metri: 46"3/5 ( Bologna, 19 settembre 1921), con Angelo Scuri, Giovanni Orlandi, Ernesto Bonacina

## Progressione

### 110 metri ostacoli
| Stagione | Tempo         | Luogo         | Data       | Rank. Ita. |
| -------- | ------------- | ------------- | ---------- | ---------- |
| 1921     | 17"7          | Busto Arsizio | 7-8-1921   | 10º        |
| 1920     | 16"8          | Milano        | 25-7-1920  | 3º         |
| 1919     | 17"6          | Modena        | 21-9-1919  | 5º         |
| 1914     | 18"3/5        | Milano        | 26-4-1914  | 9º         |
| 1913     | 1 m da 17"1/5 | Genova        | 19-10-1913 | 6º         |

### 400 metri ostacoli
| Stagione | Tempo    | Luogo  | Data       | Rank. Ita. |
| -------- | -------- | ------ | ---------- | ---------- |
| 1920     | 59"4/5   | Roma   | 19-9-1920  | 3º         |
| 1919     | 1'01"4/5 | Milano | 11-10-1919 | 1º         |
| 1914     | 1'02"2/5 | Milano | 27-9-1914  | 3º         |
| 1913     | 1'04"4/5 | Milano | 21-9-1913  | 5º         |

### 1200 metri siepi
| Stagione | Tempo    | Luogo  | Data          | Rank. Ita. |
| -------- | -------- | ------ | ------------- | ---------- |
| 1914     | 3'58"3/5 | Milano | 26-9-1914     | 4º         |
| 1910     | 3'42"2/5 | Milano | 8 o 9-10-1910 |            |

## Campionati nazionali
- 1 volta campione italiano assoluto dei 400 metri ostacoli (1919)
- 1 volta campione italiano assoluto dei 1200 metri siepi (1910)
- 1 volta campione italiano assoluto della staffetta 4×100 metri (1921)
- 1 volta campione italiano assoluto della staffetta 4×400 metri (1919)
- 1 volta campione italiano assoluto della staffetta 4×440 iarde (1911)
- 3 volte campione italiano assoluto della staffetta olimpionica (1911)

1910
- Bronzo ai campionati italiani assoluti, 110 m hs - 20"0
- Oro ai campionati italiani assoluti, 1200 m siepi - 3'42"2/5

1911
- Oro ai campionati italiani assoluti, staffetta 4×440 iarde - 3'59"3/5 (con Geremia Della Torre, Emilio Lunghi, Catullo Zanier)
- Oro ai campionati italiani assoluti, staffetta olimpionica - 4'12"1/5 (con Geremia Della Torre, Mario Riccoboni, Catullo Zanier)

1913
- Bronzo ai campionati italiani assoluti, 400 m hs - 1'04"4/5

1914
- Argento ai campionati italiani assoluti, 400 m hs - 1'02"2/5
- Bronzo ai campionati italiani assoluti, 1200 m siepi - 3'58"3/5
- Argento ai campionati italiani assoluti, staffetta 4×400 m - 3'40"2/5 (con Angelo Grosselli, Emilio Lunghi, Paolo Bodoira)

1919
- Oro ai campionati italiani assoluti, 400 m hs - 1'01"4/5
- Oro ai campionati italiani assoluti, staffetta 4×400 m - 3'43"2/5 (con Giovanni Orlandi, Agide Simonazzi, Dante Bertoni)
- Oro ai campionati italiani assoluti, staffetta olimpionica - 4'02"0 (con Giuseppe Bernardoni, Giovanni Orlandi, Agide Simonazzi)

1920
- Argento ai campionati italiani assoluti, 400 m - 53"4/5
- Bronzo ai campionati italiani assoluti, 400 m hs - 59"4/5
- Argento ai campionati italiani assoluti, staffetta 4×400 m - n/d (con Antenore Negri, Giovanni Colombo, Giovanni Orlandi)
- Oro ai campionati italiani assoluti, staffetta olimpionica - 3'50"3/5 (con Giovanni Orlandi, Giorgio Croci, Arturo Porro)

1921
- Oro ai campionati italiani assoluti, staffetta 4×100 m - 46"3/5  (con Angelo Scuri, Giovanni Orlandi, Ernesto Bonacina)
- Argento ai campionati italiani assoluti, staffetta 4×400 m - 3'41"0 (con Angelo Scuri, Angelo Scuri, Ernesto Bonacina)